# Шведская кухня

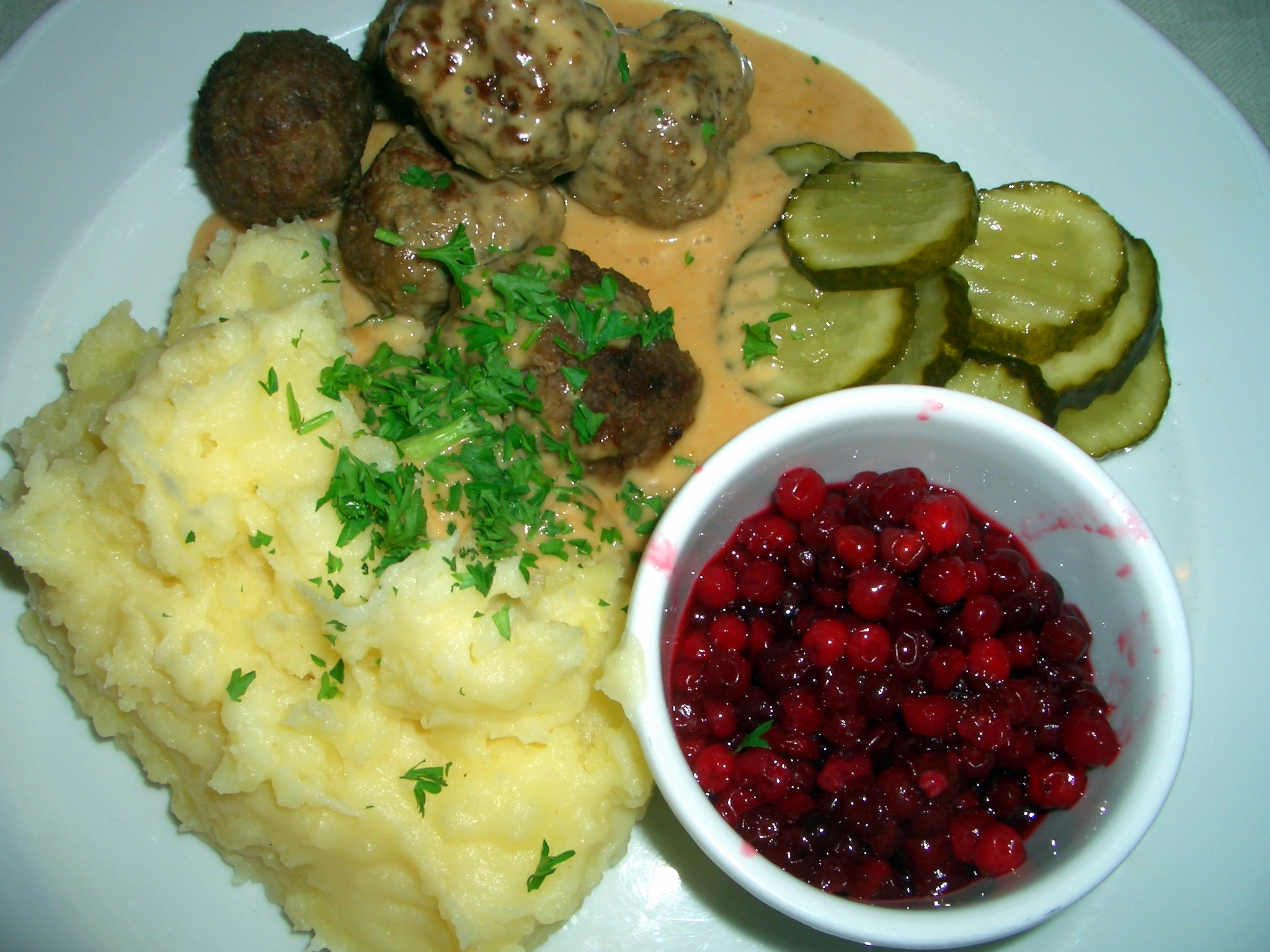
Шведские фрикадельки

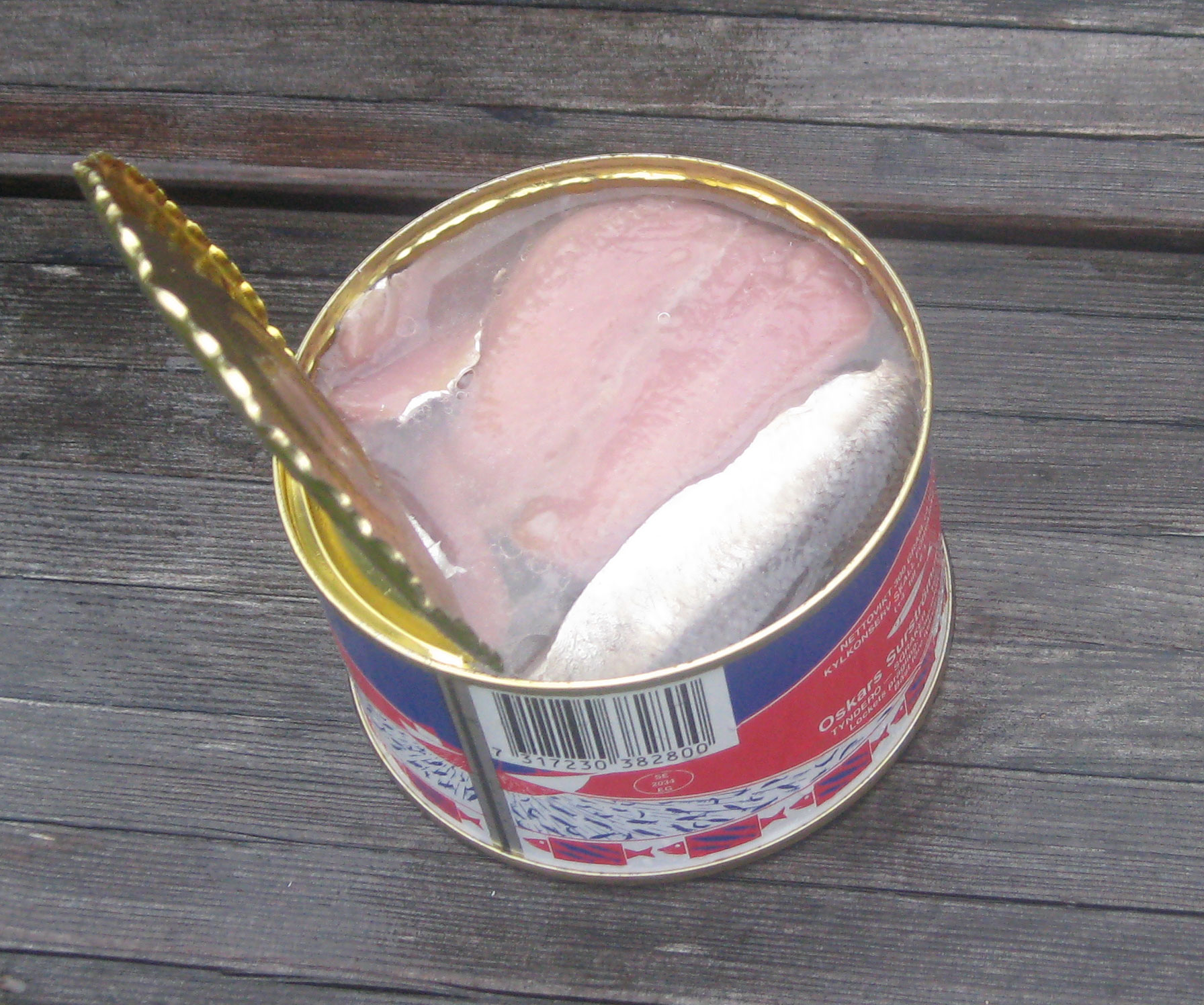
Сюрстрёмминг — шведская квашеная салака

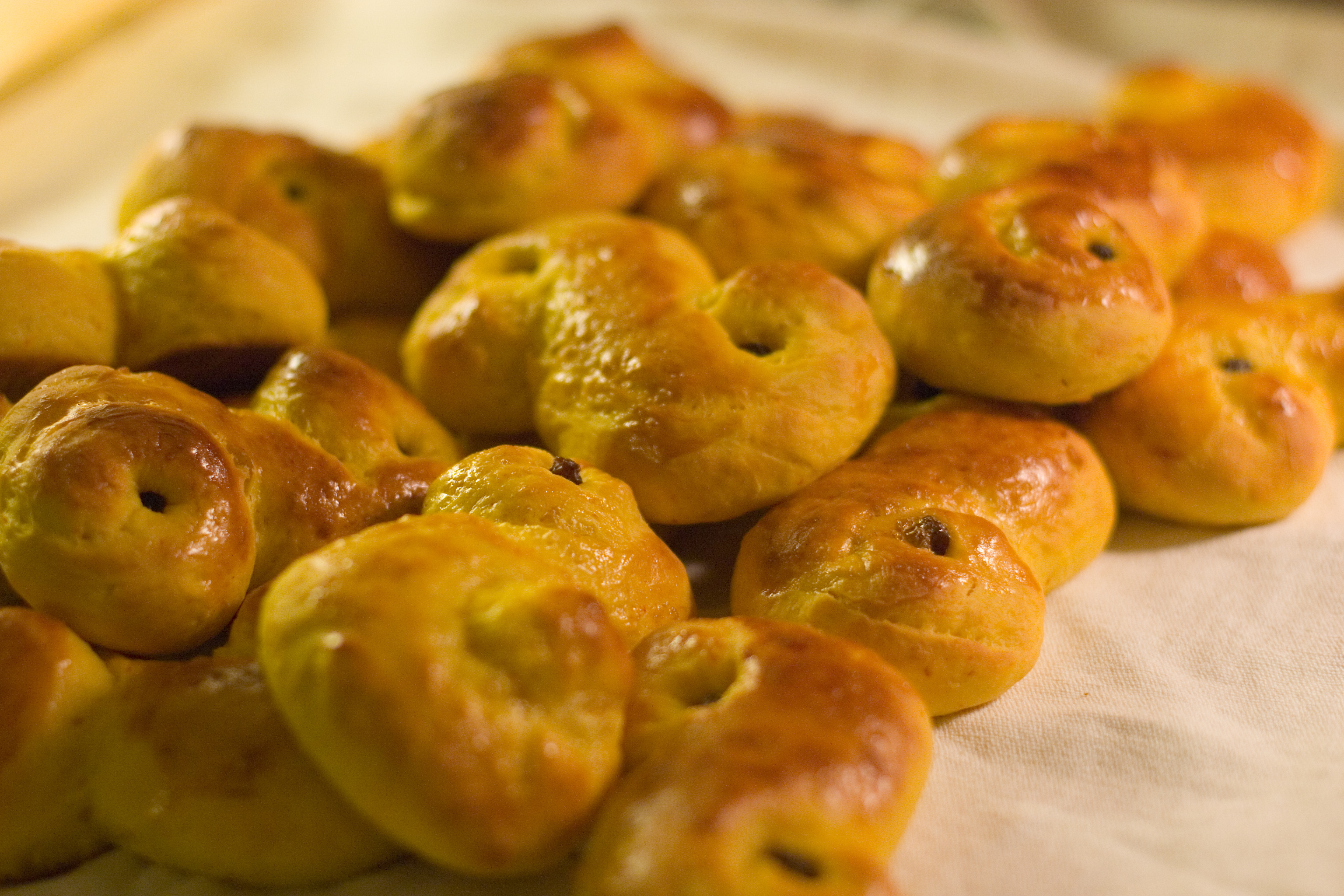
Луссекатт — шведская рождественская выпечка

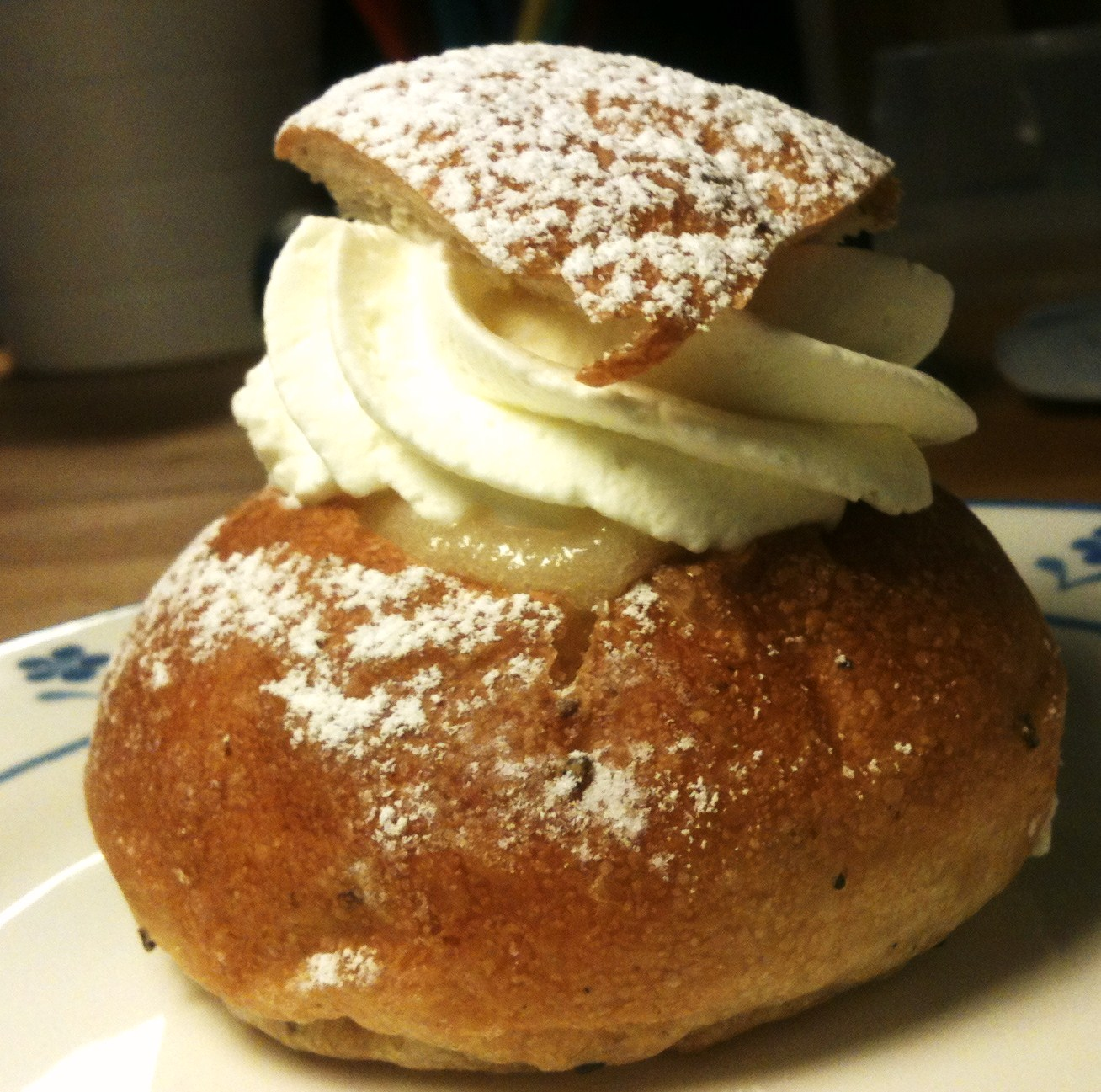
Семла — шведская сладкая булочка

Шведская кухня (швед. svenska köket) отличается простотой. Она вобрала в себя традиции крестьянской еды (сыр, хлеб, колбасу), богата блюдами из рыбы, мясного фарша, дичи и известна своими десертами и выпечкой. Шведы высоко ценят дары местной природы: ягоды, грибы, специи, а также продукты питания местного производства (молоко, сыр, колбаса). Во многие шведские блюда, в том числе мясные, добавляется сахар и варенье. Для поджаривания и тушения используется свиное сало. Широко распространены блюда из рыбы, как речной (форель, угорь), так и морской (лосось, треска). Особой любовью пользуется сельдь. Распространены кисломолочные продукты, в конце каждого обеда обычно подаётся сыр. 
Шведы, как и большинство европейцев, обычно едят три раза в день: лёгкий завтрак, обед и ужин.

## Региональные особенности
Из-за большой протяжённости страны с севера на юг между кухней Северной и Южной Швеции существуют различия. На севере традиционными продуктами считается мясо оленей, блюда из дичи, некоторые из которых имеют корни в саамской культуре. В то время как на юге большую роль играют овощи, из которых готовят разнообразные салаты, рагу, пюре. Например, типичным блюдом южной Швеции считается гусь.

## Хусманскост
Хусманскост (husmanskost) означает традиционные шведские блюда из местных ингредиентов, классическую повседневную шведскую кухню. Название происходит от слова "xусман" (husman), «владелец/хозяин дома» (без прилегающей земли), и этот термин первоначально использовался для большинства видов простой еды в сельской местности. 
Подлинный шведский хусманскост использует преимущественно местные ингредиенты, такие как свинина во всех видах, рыба, крупы, молоко, картофель, корнеплоды, капуста, лук, яблоки, ягоды и т. д.; говядина и баранина используются реже. Помимо ягод, яблоки являются наиболее используемыми традиционными фруктами, которые едят в свежем виде или подают как ингредиент яблочного пирога, яблочного соуса. Хусманскост часто подразумевает трудоемкие способы приготовления, такие как ру (redningar) и långkok (буквально «долгая варка»), а также умеренное использование специй.
Примерами хусманскост являются гороховый суп (ärtsoppa), пюре из моркови, картофеля и брюквы, подаваемое со свининой (rotmos med fläsk), блюда из лосося (гравлакс, жареного, маринованного), сельди (обычно маринованные, но также жареные, запеченные в масле и т. д.), рыбные биточки (fiskbullar), фрикадельки (köttbullar), картофельные кнедлики с мясом или другими ингредиентами (пальты), картофельные оладьи (raggmunk), каши (gröt), жареный картофель с разными видами виды мяса или колбасы и луком (pytt i panna), тушеное мясо с луком (kalops) и картофельные клецки с начинкой из лука и свинины (кропкакор). Хусманскост является для шведов «ностальгичной едой» (англ. comfort food), связанной с приятными воспоминаниями.
Хусманскост пережил ренессанс в течение последних десятилетий благодаря известным шведским поварам, таким как Туре Вретман, которые создают обновленные варианты классических шведских блюд. Использование жиров (которые ранее были необходимы при энергоёмком ручном труде) снизилось, и были введены некоторые новые ингредиенты. Методы приготовления совершенствуются для ускорения процесса готовки или повышения питательной ценности или вкуса блюд. Многие шведские рестораторы смешивают традиционный хусманскост с современной изысканной кухней. Родственные хусманскост блюда встречаются и в других скандинавских странах.

## Культура питания
В Швеции есть традиция самостоятельно выпекать хлеб, заготавливать конфитюры, джемы и другие продукты питания. Обычно шведы самостоятельно накладывают себе еду в тарелку. В Швеции не принято заранее разрезать на порции торты и пироги: каждый отрезает себе порцию самостоятельно. Поэтому в Швеции считается невежливым оставлять еду на тарелке. Для употребления алкогольных напитков гости обычно дожидаются первого тоста, произносимого хозяином, а затем пьют, когда хотят.
Помимо национальной кухни шведы любят блюда из других стран, в первую очередь французской кухни, а также итальянской, азиатской и американской кухни.